# 衡陽県
衡陽県（こうよう-けん）は中華人民共和国湖南省衡陽市に位置する県。

## 行政区画
- 鎮：西渡鎮、集兵鎮、杉橋鎮、井頭鎮、演陂鎮、金蘭鎮、洪市鎮、曲蘭鎮、金渓鎮、界牌鎮、渣江鎮、三湖鎮、台源鎮、関市鎮、庫宗橋鎮、峴山鎮、石市鎮
- 郷：樟木郷、岣嶁郷、欄壠郷、大安郷、渓江郷、長安郷、板市郷、樟樹郷